# Bacary Sagna
Bacary Sagna, född 14 februari 1983 i Sens, är en fransk före detta fotbollsspelare som avslutade karriären i Montréal Impact i Major League Soccer. 
2005 vann han franska cupen med AJ Auxerre, 2006 var han med i franska U-21 landslaget och 24 maj 2007 togs han ut i franska landslaget för kvalspel i Europamästerskapet i fotboll 2008 mot Ukraina och Georgien.
Den 12 juli 2007 skrev han på för engelska Arsenal FC. Den 13 juni 2014 skrev Sagna på ett treårskontrakt med Manchester City.